# Windkolk

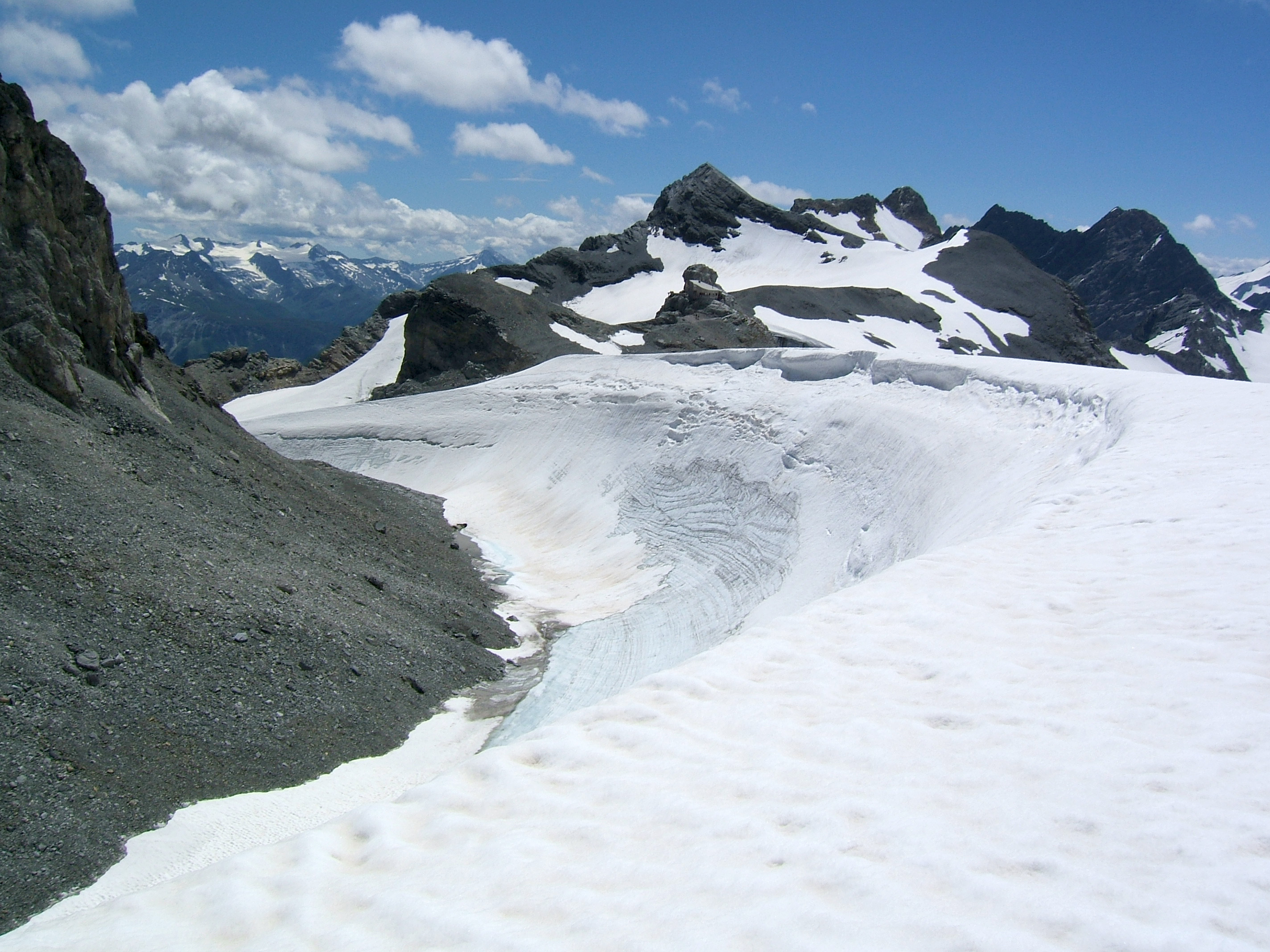
Größter Windkolk der Alpen im Hüfifirn bei der Planurahütte

Ein Windkolk (auch Gletscherkolk) ist ein durch starke Windtätigkeit an einem Hindernis, beispielsweise einem Felsblock, entstandener Freiraum im Gletscher oder Schnee.

## Beschreibung

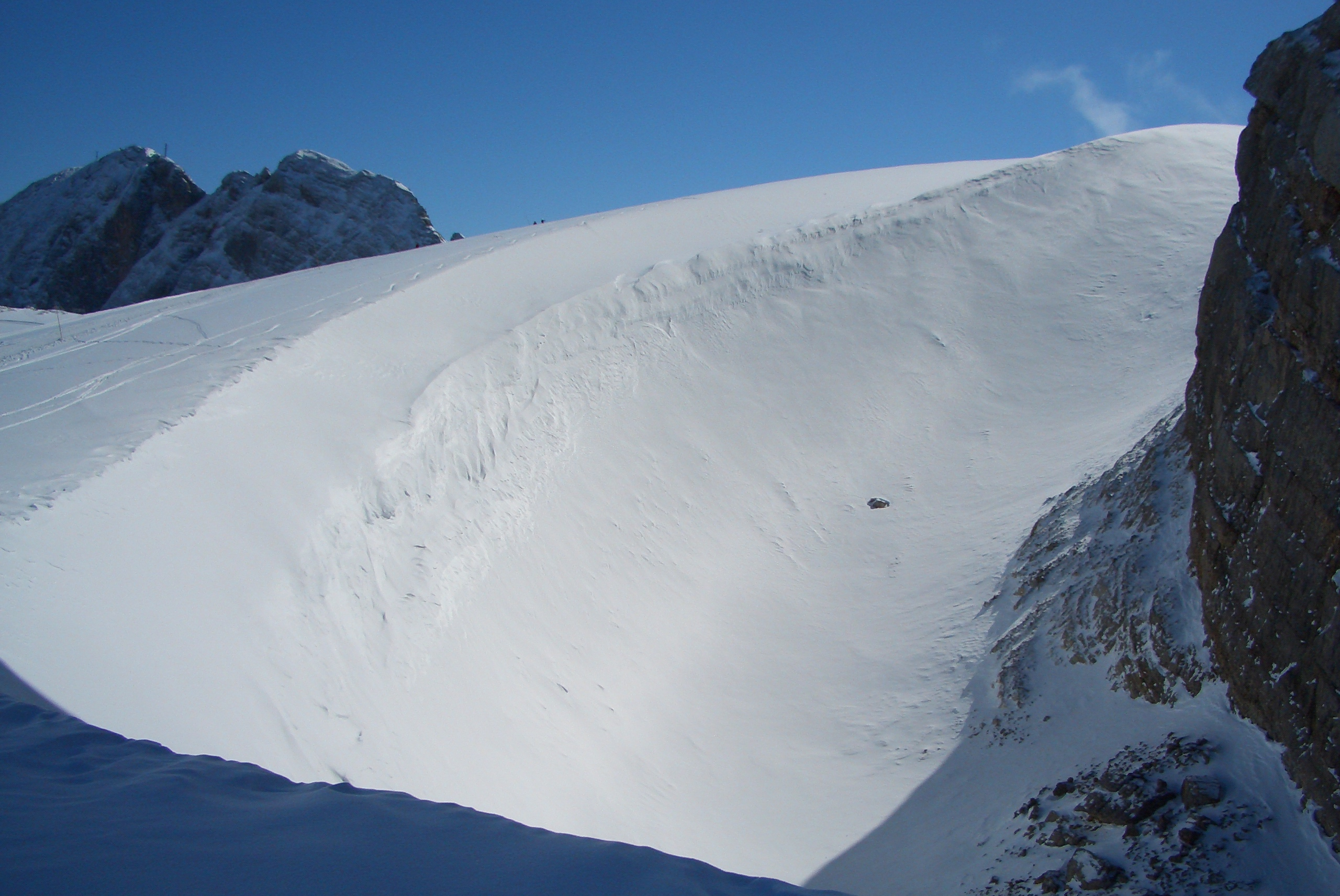
Der Dirndlkolk im Dachsteingebirge wird oft als größter Windkolk der Ostalpen bezeichnet

Voraussetzung dafür sind starke, gleichmäßig wehende Winde (Prevailing winds). Durch die Düsenwirkung wird der Schnee ständig erodiert. Derartige Strukturen können auch an künstlichen Hindernissen beobachtet werden, wie Gebäuden oder Zäunen. Der Effekt wird auch bei der Lawinenverbauung genutzt, zum Teil wird dieser mittels Kolktafeln beim Verwehungsverbau bewusst ausgenutzt.
Eine Berechnung des Entstehungsprozesses scheint bisher weitgehend unmöglich; die Problemstellung ähnelt der der Wechtenbildung. Erstmals wurden diesbezügliche Versuche um 1920 von Wilhelm Welzenbach durchgeführt. Bedeutende Forschungen wurden von Ronald D. Tabler 1978 in den Ebenen von Wyoming vorgenommen. Mit wenig Erfolg versuchten Roland Meister und Paul Föhn dessen Ergebnisse zur Modellierung der Wechtenbildung und der Schneeverteilung in Lawinenanrisszonen zu adaptieren.
Gleichartige Strukturen können auch in sandigem Gelände entstehen und werden dort gelegentlich auch als Windkolk bezeichnet.